# لطف حیرت‌آور (فیلم ۲۰۱۸)
لطف حیرت‌آور (انگلیسی: Amazing Grace) یک فیلم در ژانر موزیکال و مستند به کارگردانی سیدنی پولاک است که در سال ۲۰۱۸ منتشر شد. از بازیگران آن می‌توان به میک جگر، سیدنی پولاک، آرتا فرانکلین، و چارلی واتس اشاره کرد. این فیلم بر مبنای زندگی خواننده معروف سیاه پوست ارتا فرانکلین است.